# Rókamező
Rókamező (ukránul: Лиси́чово vagy Лисичеве [Liszicsovo, Liszicsevo]) település Ukrajnában, Kárpátalján, a Huszti járásban.

## Fekvése
A Szolyvai-havasokban, Ilosvától 40 km-re, Kovácsréttől 7 km-rel északra, Borzsa mellékfolyója, a Kovácsréti-patak partján fekvő település.

## Története
Rókamező a 15. században tűnt fel először az oklevelekben. Nevét 1465-ben Liszicza néven említették először. 1466-ban Lissica, 1517-ben Rawasmezew, 1662-ben Ravaszmező néven írták.
A Kusnica (Кушниця) patak melletti falut valószínűleg még a Dolhai család tagjai telepítették a 15. század elején, de a későbbiekben is az ő birtokuk maradt. A ruszin lakosságú falucska birtokosai 1550-ben Dolhai György és Dolhai Imre, 1600-ban Dolhai János voltak.
Az 1715 évi összeíráskor a falu elhagyatott állapotú volt és még 1720-ban is csak 6 jobbágy lakta. 1760-tól a Telekiek működtettek papírgyárat a településen.
A 18–19. századtól vasércet találtak a környéken. Ekkor kezdett működni a faluban a kovácsműhely. A településen nyaranta megrendezik a Hamora Folklórünnepet a Hamora kovácsmúzeumban, amelyet a mesterség különleges emlékhelyeként tartanak számon. Ennek érdekessége, hogy a vas megmunkálásához máig egy nehéz fém kalapácsot használnak, melyet a Liszicsanka patak zuhogói működtetnek.
A trianoni békeszerződés előtt Máramaros vármegye Dolhai járásához tartozott. 1910-ben 1733 lakosából 28 magyar, 80 német, 1563 ruszin volt. Ebből 98 római katolikus, 1562 görögkatolikus, 69 izraelita volt.
Az 1930-31-es években a rossz termés következményeként sokan vándoroltak el a környékről.

## Nevezetességek
- Hámor Kovácsmúzeum működik a településen, mely Európában is egyedülálló, ma is működő üzem, ahol mindennapi életben használt eszközöket gyártanak.